# Isabel Augusta de Sulzbach
Isabel Augusta do Palatinado-Sulzbach (em alemão:  Elisabeth Auguste von Pfalz-Sulzbach; Palácio de Mannheim, 17 de janeiro de 1721 — Weinheim, 17 de agosto de 1794) foi a filha do conde José Carlos do Palatinado-Sulzbach e de  Isabel Augusta Sofia de Neuburgo. Através de seu casamento com Carlos Teodoro da Baviera, tornou-se eleitora palatina, e mais tarde eleitora da Baviera.

## Biografia
Em 17 de janeiro de 1742, ela se casou com seu primo Carlos Teodoro de Palatinato-Sulzbach, que tornou-se eleitor palatino em 1742 e eleitor da Baviera em 1777.
O casamento não teve sucesso. Isabel teve um único filho, batizado Francisco Luís José, em 28 de junho de 1762, vinte anos após seu casamento, porém, o tão aguardado filho e herdeiro do Palatinado morreu um dia depois de seu nascimento. Depois disso o casal viveu separado, cada um com seus próprios amantes, mas o divórcio nunca foi consumado.

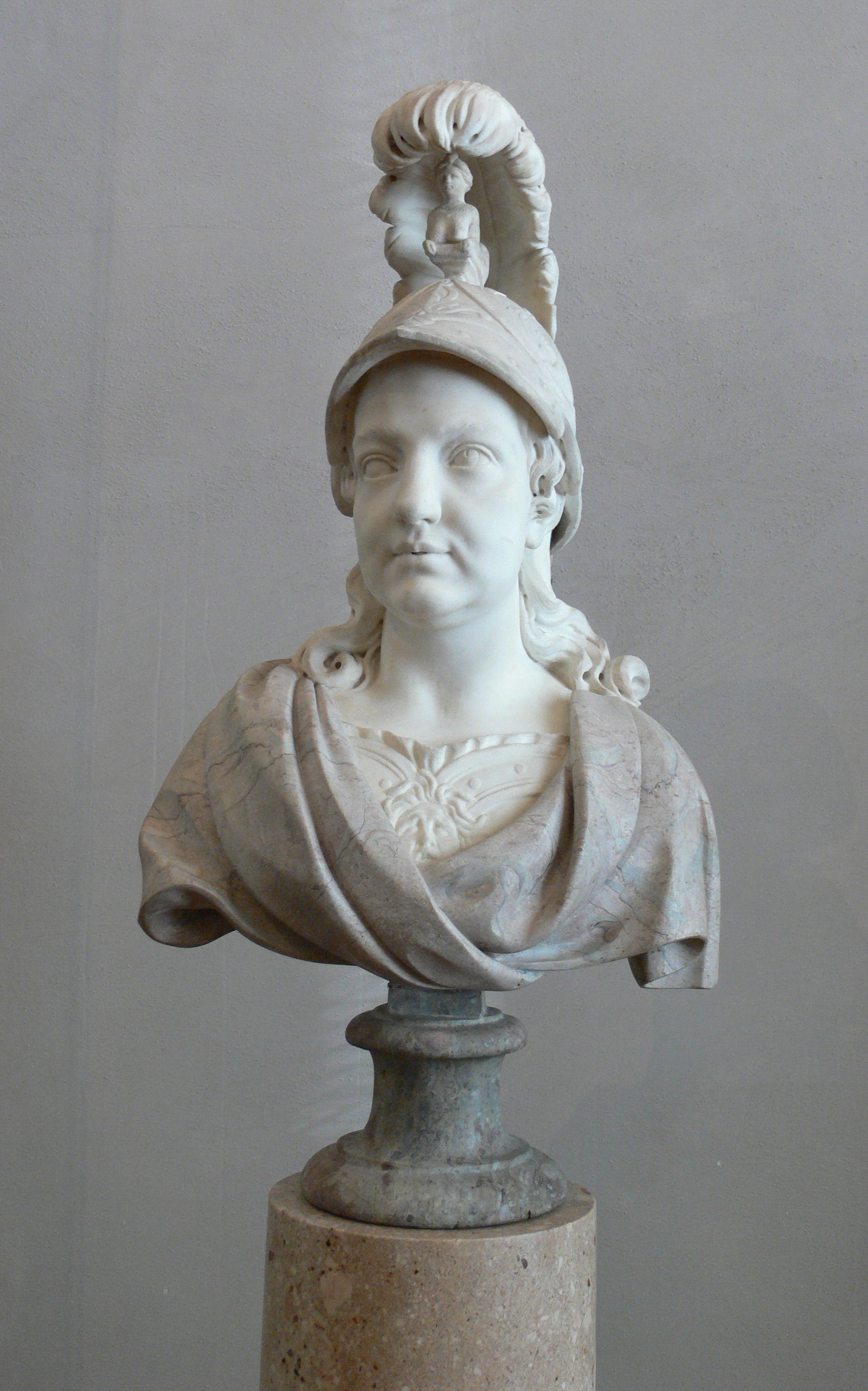
Busto de Isabel esculpido, por Peter Anton von Verschaffelt.

Isabel Augusta mudou-se para sua própria resisência no Castelo de Oggersheim, onde viveu por muitos anos. No final de 1793, face ao avanço das tropas francesas, Isabel Augusta fugiu para Weinheim, onde morreu em 1794. Seu marido posteriormente casou com a muito mais jovem Maria Leopoldina de Áustria-Este.

## Honras
: Primeiro soberano da Ordem de Santa Isabel (ordem feminina)

## Títulos e estilos
- 17 de janeiro de 1721 - 17 de janeiro de 1742: Sua Alteza Sereníssima Condessa Palatina Isabel Augusta de Sulzbach
- 17 de janeiro de 1742 - 31 de dezembro de 1742: Sua Alteza Sereníssima a Princesa-eleitora do Palatinado
- 31 de dezembro de 1742 - 30 de dezembro de 1777: Sua Alteza Sereníssima a Eleitora Palatina
- 30 de dezembro de 1777 - 17 de agosto de 1794: Sua Alteza Sereníssima a Eleitora da Baviera